# Vladimir Popov (directeur de la photographie)
Pour les articles homonymes, voir Popov.
Ne doit pas être confondu avec Vladimir Popov (acteur).
Vladimir Mikhaïlovitch Popov (en russe : Влади́мир Михайлович Попо́в), né le 20 juillet 1889 à Moscou dans l'Empire russe où il est mort le 20 juillet 1968, est un directeur de la photographie russe et soviétique.

## Filmographie
directeur de la photographie
- 1924 : La Grève
- 1926 : Le Cuirassé Potemkine
- 1928 : Octobre : dix jours qui secouèrent le monde

acteur
- 1936 : La Fille sans dot (Bespridannitsa) de Iakov Protazanov :